# Parupeneus fraserorum
Parupeneus fraserorum è un pesce del genere Parupeneus, scoperto nel 2009.